# Garrett Serviss
Garrett Putnam Serviss, Jr.  (ur. w styczniu 1881, zm. 31 grudnia 1907 w Ithace) – amerykański lekkoatleta specjalizujący się w skoku wzwyż i trójskoku, uczestnik letnich igrzysk olimpijskich w Saint Louis (1904), srebrny medalista olimpijski w skoku wzwyż.

## Sukcesy sportowe
- wicemistrz Stanów Zjednoczonych w skoku wzwyż – 1902[1]

| Rok  | Miasto      | Zawody               | Konkurencja                   | Wynik                    |
| ---- | ----------- | -------------------- | ----------------------------- | ------------------------ |
| 1904 | Saint Louis | Igrzyska olimpijskie | skok wzwyż trójskok z miejsca | srebrny medal 4. miejsce |

## Rekordy życiowe
- skok wzwyż – 1,943 (1903)